# Kembang (Todanan)
Kembang is een bestuurslaag in het regentschap Blora van de provincie Midden-Java, Indonesië. Kembang telt 1608 inwoners (volkstelling 2010).